# Lobatus gigas
 (octobre 2009).
Strombe géant, Lambi
Espèce
Synonymes
- Eustrombus gigas

Statut CITES
Lobatus gigas (le strombe géant ou lambi) est une espèce de mollusque marin présent en zone équatoriale et tropicale de l'Atlantique ouest, notamment aux Antilles et en Floride. Pouvant atteindre 30 cm et 1,5 kg, il consomme des algues et divers débris végétaux.
Cette espèce a beaucoup régressé en raison de la surpêche pour la consommation humaine et parfois pour l'usage décoratif de sa coquille. Il est maintenant classé comme espèce menacée et partiellement protégé par la Convention de Washington : commerce fortement limité et placé sous le contrôle des douanes dans les Antilles françaises, par exemple.

## Descriptions et biologie

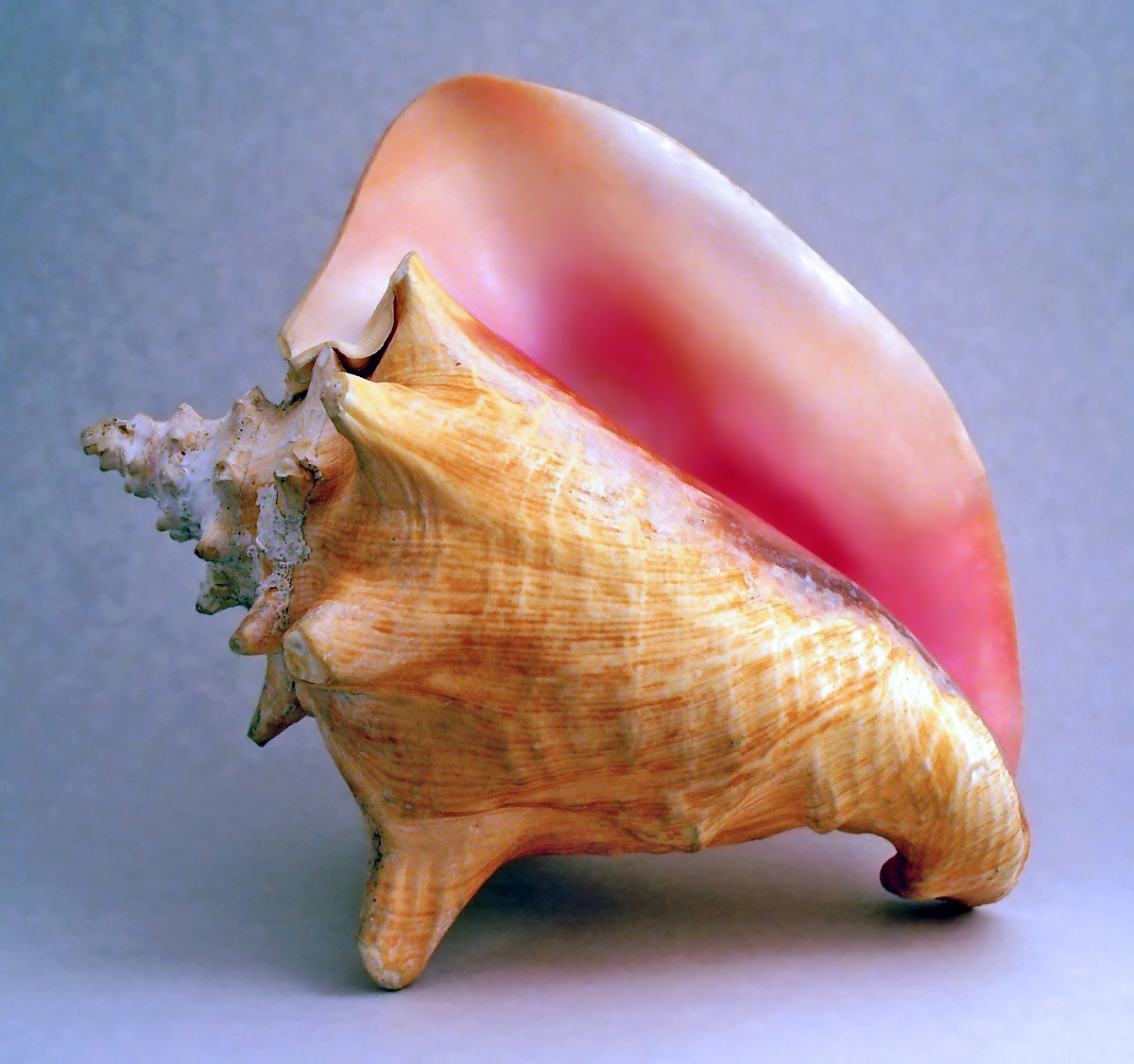
Coquille de strombe géant adulte.

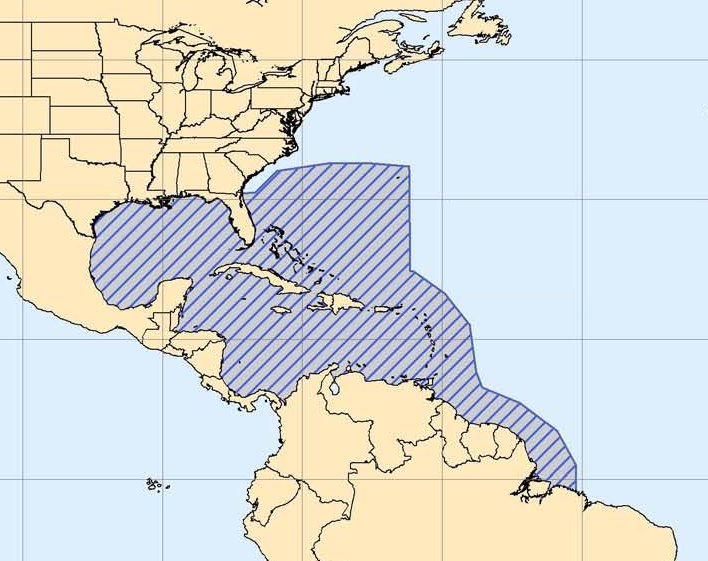
Carte de répartition.

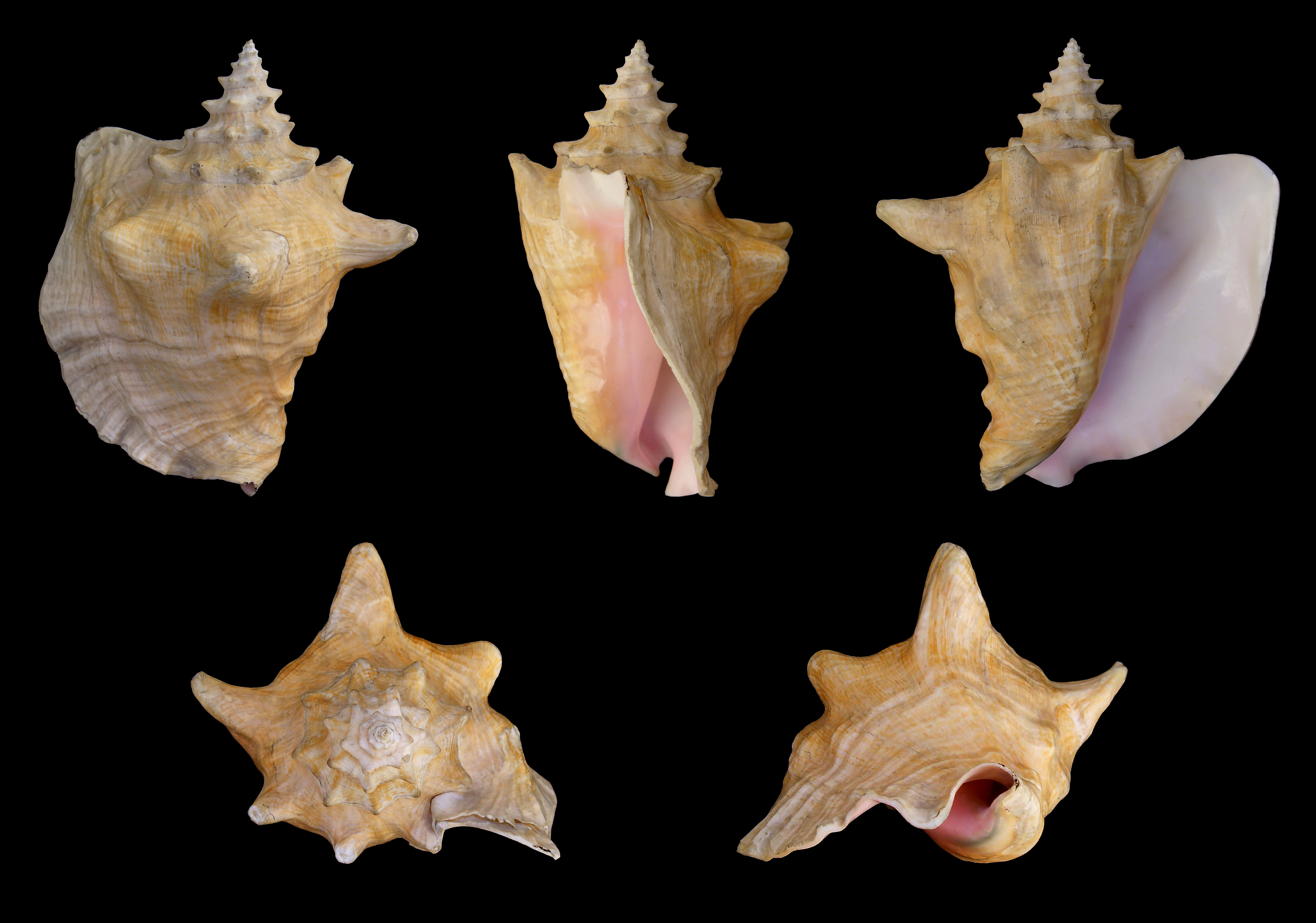
Coquilles de Lobatus gigas.

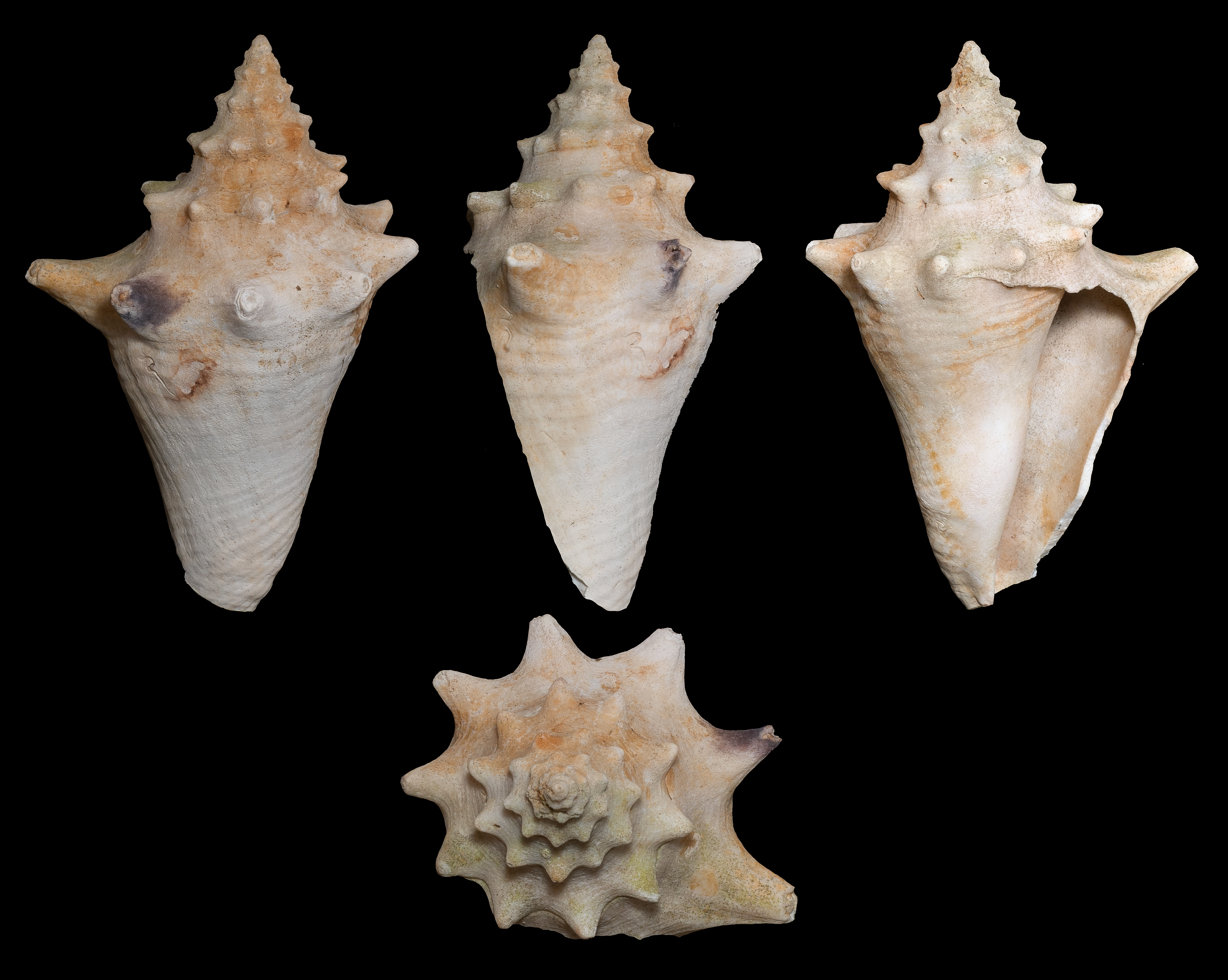
Variations de forme de coquille (de Lobatus gigas).

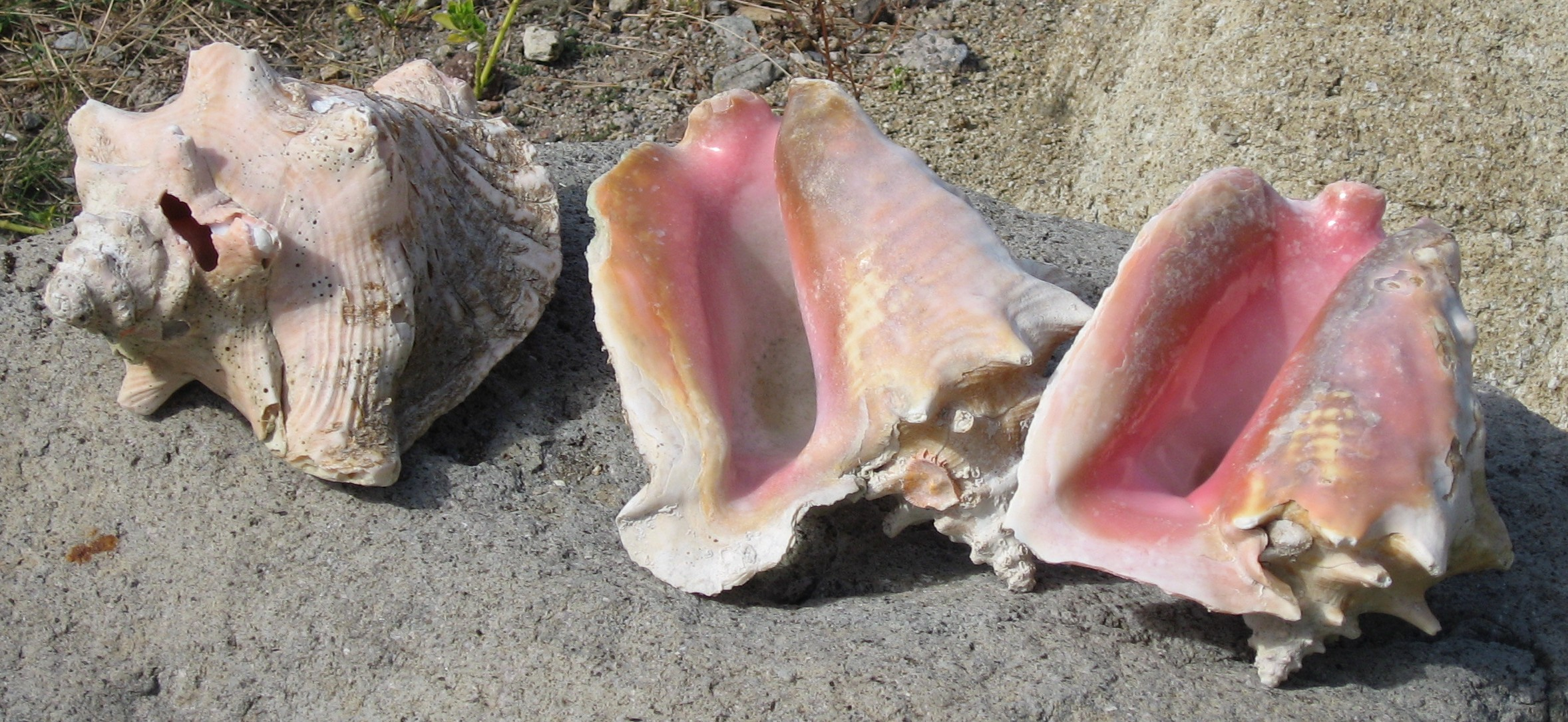
Coquilles de Lobatus gigas.

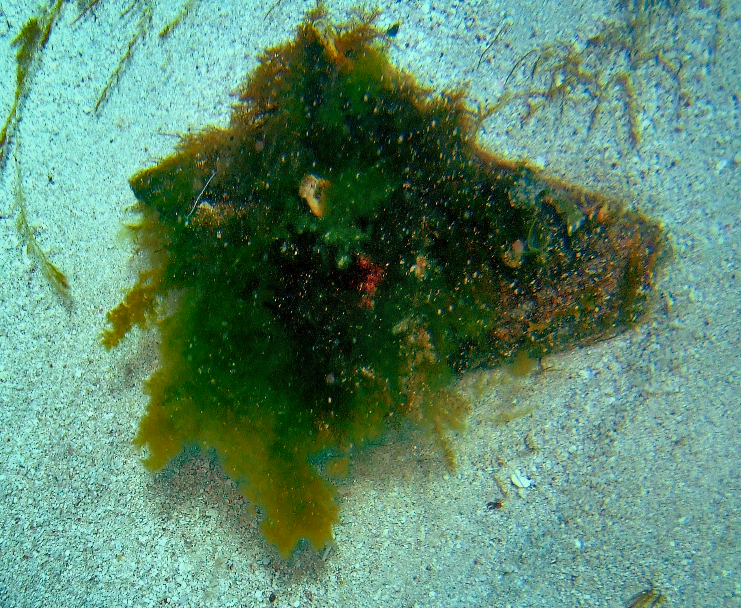
Lobatus gigas dont la coquille est recouverte d'algues et organismes fixés.

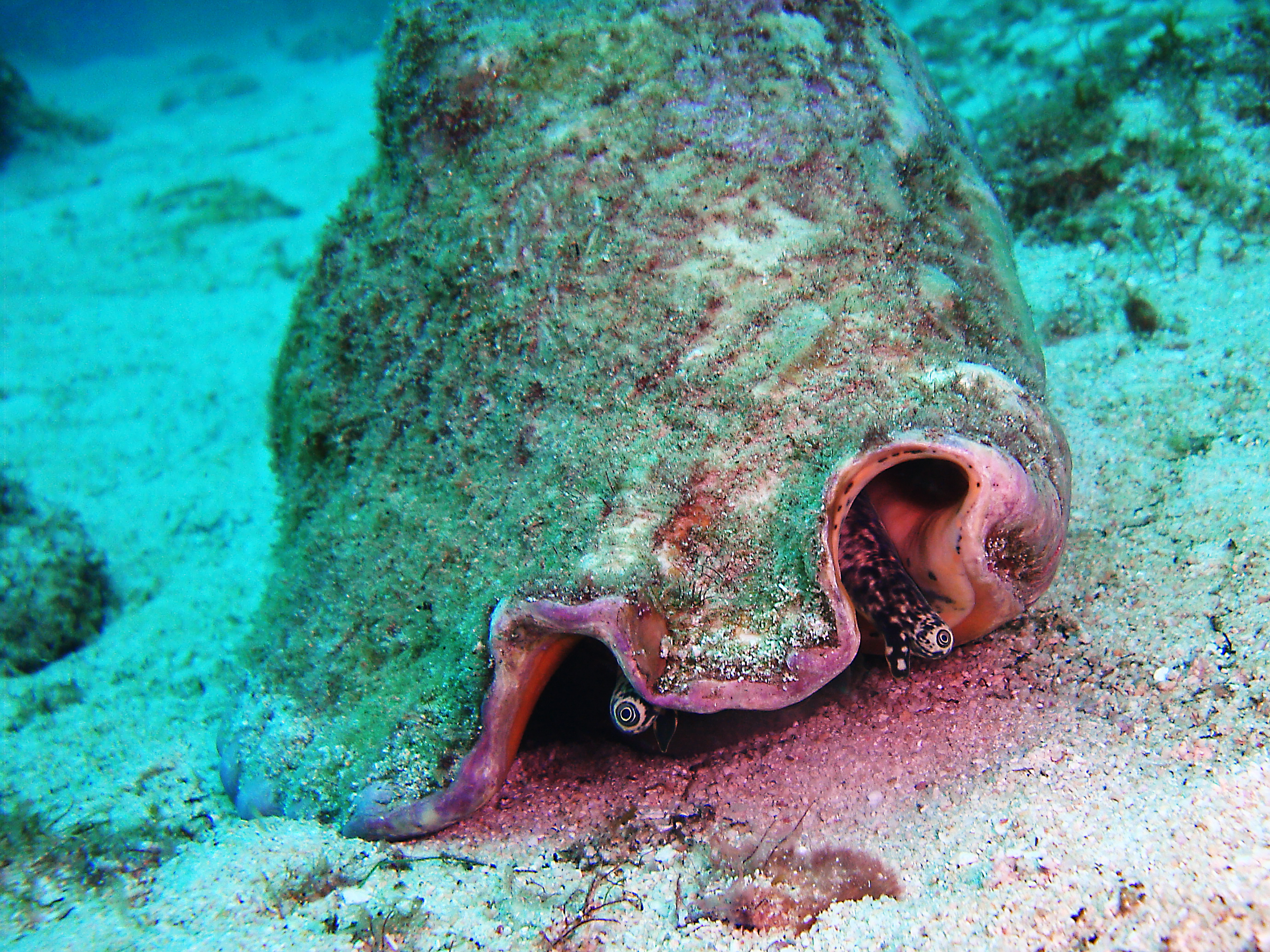
Yeux et avant de la coquille d'un Lobatus gigas.

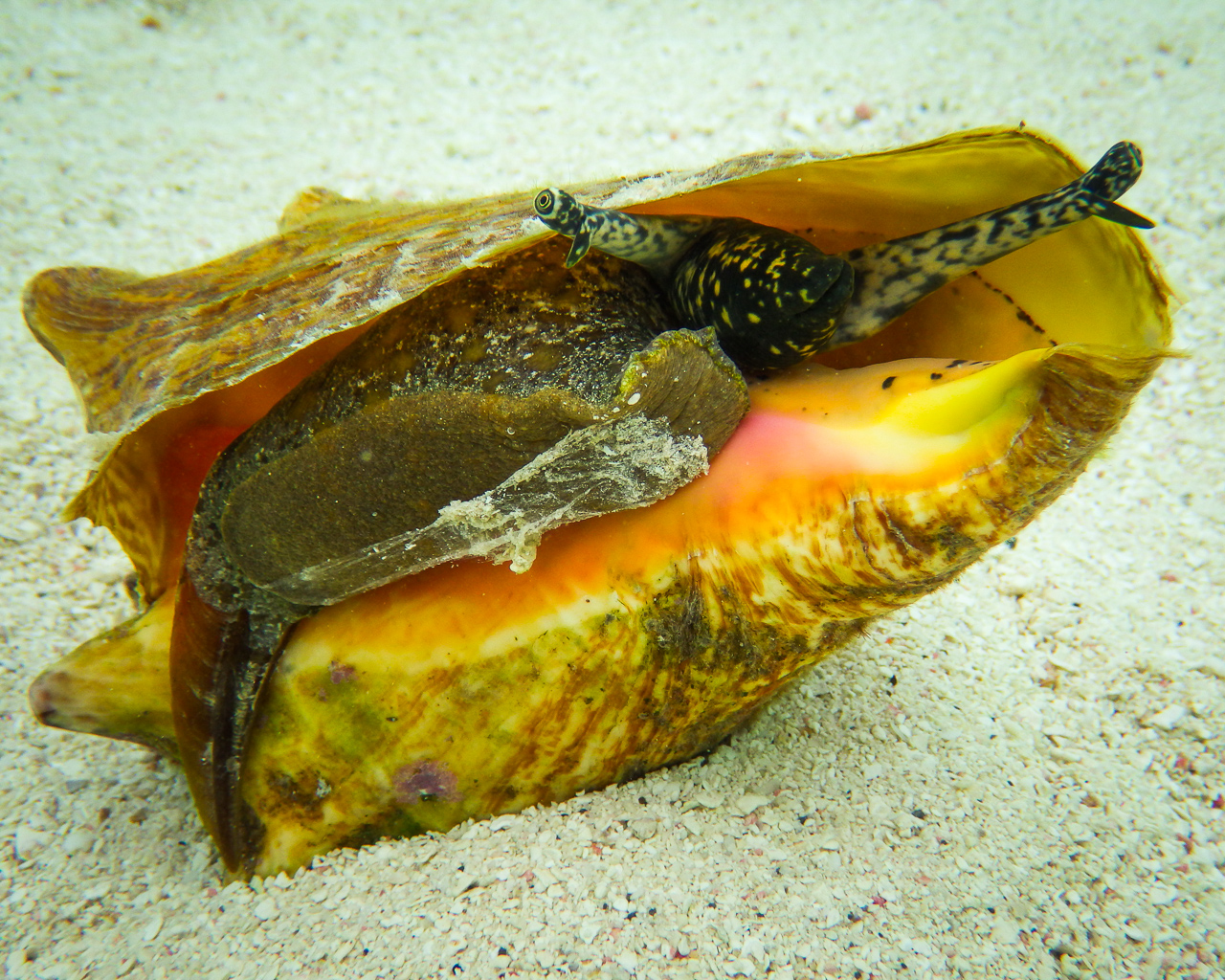
Pied musculeux et mucus d'un Lobatus gigas.

Ce gastéropode muni d’un pied musculeux occupe divers milieux selon son cycle de vie, la saison et l'heure de la journée. Il est réputé détritivore mais peut aussi se nourrir d'algues mortes ou vivantes dérivantes (sargasses) ou d'autres débris végétaux apportés par le courant dans les dépressions ou certains fonds marins.

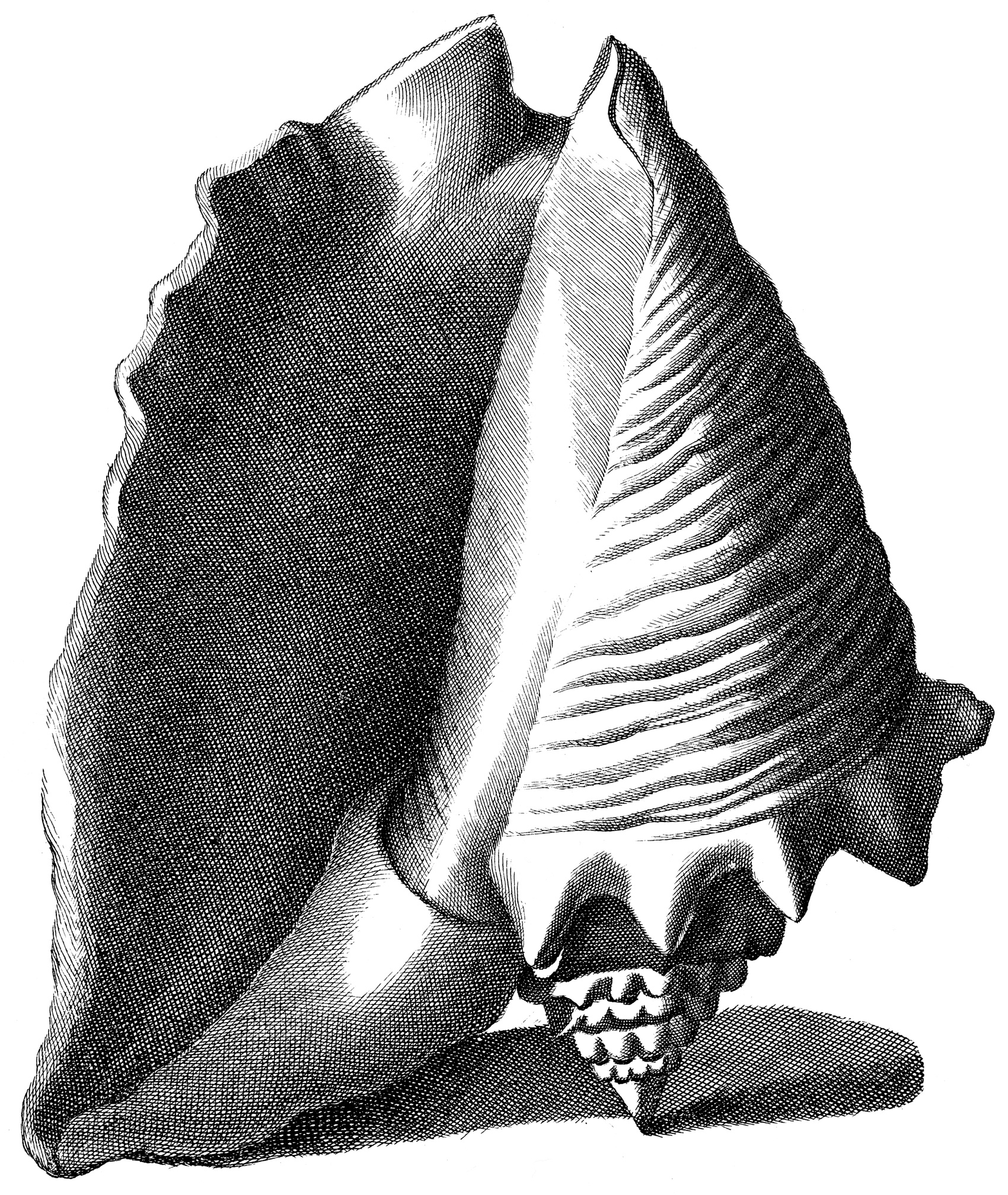
Index Testarum Conchyliorum (1742) de Niccolò Gualtieri
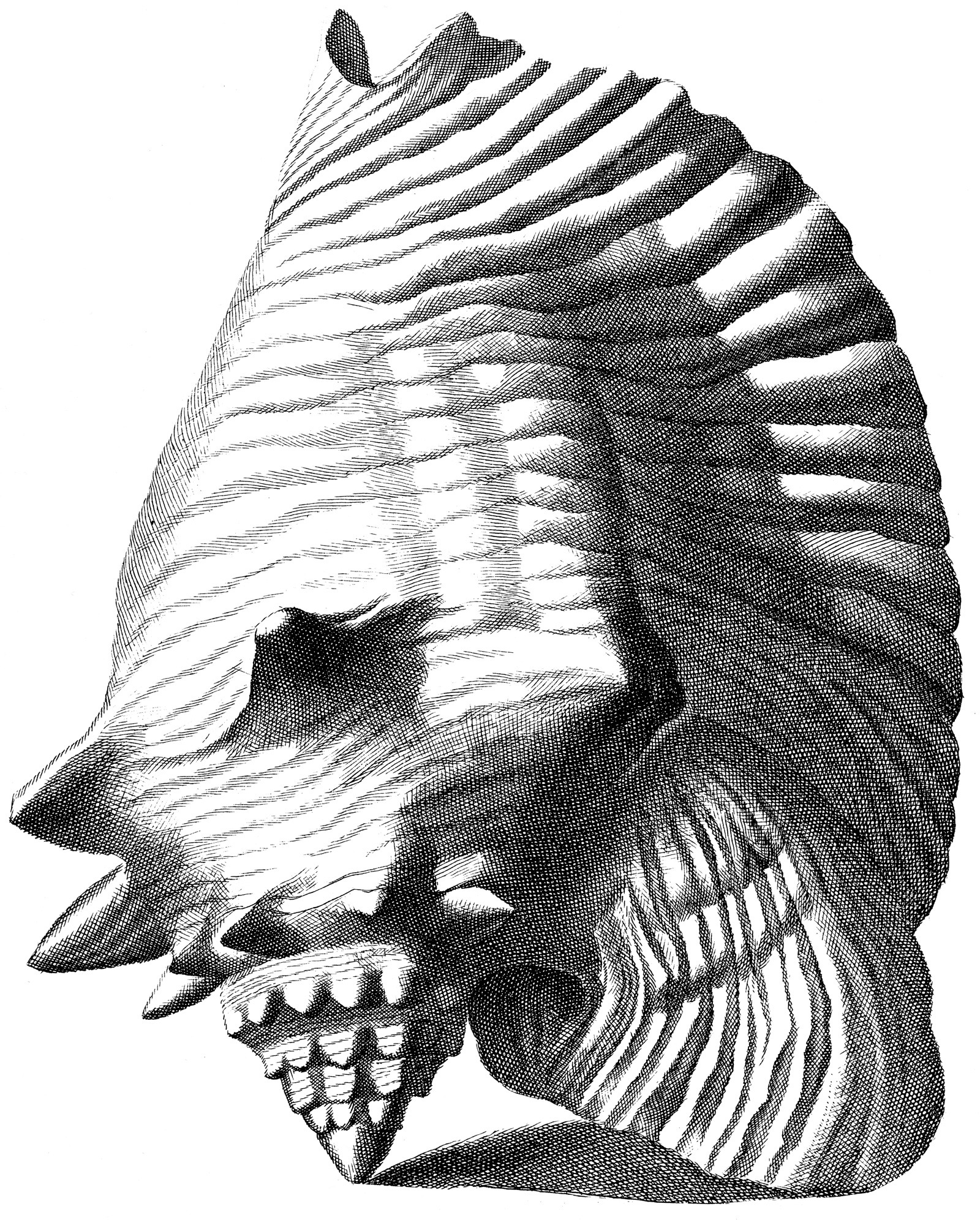
Index Testarum Conchyliorum (1742) de Niccolò Gualtieri
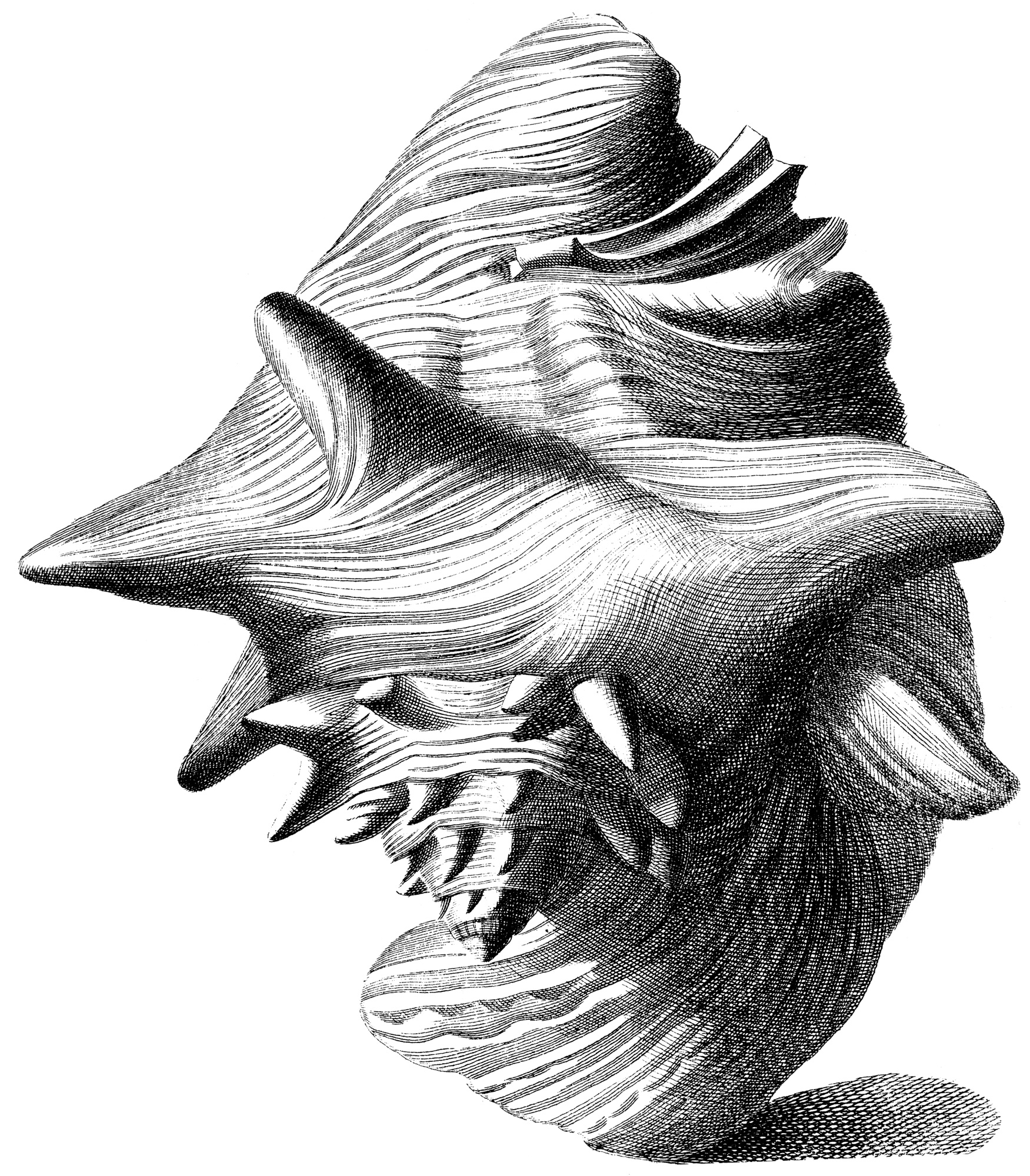
Index Testarum Conchyliorum (1742) de Niccolò Gualtieri

### Répartition
Largement réparti dans l’ensemble des eaux de la Caraïbe, il a été abondamment pêché sur les côtes de Floride et Antilles où il a régressé.
Il peuple potentiellement tout type de fonds situés entre 0 et 100 m de profondeur. L'adulte est préférentiellement présent sur sédiment sablovaseux, entre 4 et 18 m en zone non exploitée par les chaluts et dragues à coquilles. Il est aujourd'hui réputé être plus particulièrement présent au sein des herbiers de phanérogames marines les mieux conservés, mais cette localisation pourrait être un effet indirect de la pression de pêche qu’il subit.
Il est également présent sur les plaines sédimentaires nues, ainsi que sur substrat dur (rocheux ou récifal). Il en serait de même concernant l’existence de stocks âgés situés en plus grande profondeur, de 20 à 60 m.
C’est une espèce soumise à de fréquentes migrations, qu'elles soient verticales ou horizontales, qui répondent à des stimuli thermiques et lumineux, et des migrations saisonnières sont identifiées chez les adultes

### Les différentes phases de son cycle vital (croissance, maturation, reproduction)
Les juvéniles coloniseraient ainsi préférentiellement les fonds entre 1,5 et 4 m, alors que les adultes préfèrent ceux de 10 à 20 m. Ceci est attesté par le taux de maturité supérieur à 99 % chez les individus rencontrés à partir de 18 m. De septembre à mars, ils se concentrent sur substrat dur, pour rejoindre les herbiers de zones sédimentaires en juillet.
La disponibilité alimentaire ne serait donc pas le principal moteur de ses migrations, comme c’est souvent le cas chez les espèces marines. Le caractère favorable d'un habitat pour ce mollusque semble aussi corrélé à un bon taux de renouvellement de l’eau marine, et à des fluctuations thermiques modérée (saisonnières et journalières).

### Alimentation
Lobatus gigas (dénommé lambi dans les Antilles françaises) est un détritivore à tendance herbivore (algues vertes, rouges et brunes). Il se nourrit sur le fond, de débris végétaux et de certaines algues vivantes, avec une préférence pour les sargasses.
Les adultes semblent s'alimenter indifféremment de jour comme de nuit, ce qui n’est pas le cas de juvéniles âgés de moins d’un an. Ces derniers mesurant moins de 50 - 100 mm ont encore un mode de vie diurne endogé (enfoui dans le sédiment) et ne remontent pour s’alimenter en surface qu’une fois la nuit tombée. Ce n’est qu’au-delà de cette taille qu’ils iront peupler les herbiers marins peu profonds. Ils y forment de très important agrégats saisonniers et sont alors plus vulnérables aux actions de pêche. C’est là qu’ils acquerront leur forme adulte.
L'espèce a fortement régressé dans les Antilles françaises depuis les années 1960, probablement en raison de la surpêche, ce qui a justifié dès la fin des années 1980 des tentatives d'élevage, notamment étudiées par Ifremer.

### Morphologie
Le lambi est le plus gros des Strombidae de la Caraïbe. Cependant la taille et le poids observés peuvent varier d’une zone à l’autre. Les spécimens les plus imposants mesurent 24 à 29 cm de long pour 700 à 1 500 g de poids total. Mais la taille moyenne constatée dans les pêches au début du XXIe siècle est proche de 20 cm. Les femelles sont légèrement plus grandes que les mâles.
Sa coquille est constituée de microcristaux de carbonate de calcium sous forme d'aragonite inclus dans une matrice protéique. Elle est extrêmement solide (beaucoup plus que de simples cristaux d'aragonite) du fait de son architecture composée de couches de lamelles entrecroisées, ce qui permet la dissipation de l'énergie des chocs dans des microfissures qui ne se diffusent pas. Elle possède des spires munies d’épines et son pied musculeux porte un opercule corné. Les mâles sont munis d’un long pénis extensible situé le long du canal siphonal, alors que les femelles portent des poches à œufs. À partir de 5-6 mois, la coquille se colore en rose-orangé. Et dès 3,5 - 4 ans, son large pavillon se forme. Il est également appelé lèvre. L’apparition de la lèvre marque l’approche de la maturité pour le juvénile.

### Reproduction
Les individus de 4 ans ayant une taille d’environ 18 cm et 5 mm d’épaisseur de lèvre sont enfin arrivés à maturité, ils deviennent alors des reproducteurs. Les adultes présents dans les herbiers (5 à 18 m) ou en bas de la pente récifale (20 à 60 m) vont opérer une migration reproductive saisonnière. Elle va les conduire sur des fonds sédimentaires nus, où accouplements et pontes vont se succéder.
Ce phénomène bien qu’observable tout au long de l’année à Belize et au Mexique, semble se concentrer sur une seule et même période dans d’autres zones. Elle se déroule généralement d’avril à août, alors que la phase dite de repos sexuel s’étend de septembre à mars. Tout au long de cette période, les femelles vont opérer 6 à 25 pontes, chacune représentant à chaque fois entre 300 000 et 1 500 000 œufs. Ces derniers sont rassemblés en un long filament gélatineux de 30 m de long, lui-même aggloméré avec du sable, en un unique croissant de 10 à 15 cm de diamètre. La ponte dure en moyenne 24 à 36 heures. Une même ponte pourra être le fruit de fécondations de différents partenaires.
Malgré le nombre de pontes et l’étendue de la saison de reproduction, un pic reproductif a été identifié par diverses études. Il suivrait le maximum de la photopériode et précéderait le maximum de température des eaux. Ce qui le situe approximativement en juillet. Ces mêmes études ont identifié en zones exploitées deux stocks de reproducteurs bien distincts. Le premier regroupant les jeunes adultes présents entre 10 et 18 m se reproduisant alors plus tôt (entre février et octobre suivant la zone) que le second rassemblant les vieux adultes situées plus en profondeur (20 à 60 m) qui se reproduiraient entre avril et août. Ce qui démontre que la pression de pêche conditionnerait la distribution de cette espèce. À l’issue de la saison de reproduction, chaque femelle aura contribué à produire près de 6.106 larves de lambi.

### Développement
Lobatus gigas ne compte pas moins de quatre phases de vie distinctes (et une cinquième qui serait un effet indirect de la pression de pêche).
Après trois à quatre jours, les œufs libèrent les larves qui adoptent un mode vie planctonique au sein des 10 premiers mètres de la colonne d’eau. Durant cette phase qui dure deux à cinq semaines, les larves sont soumises aux courants de surface qui les dispersent sur des dizaines, voire des centaines, de kilomètres. Ceci peut représenter un transfert de gènes pouvant atteindre un maximum de 900 km. La plupart des larves sont mangées ou meurent durant cette période.
Ensuite la métamorphose survient, si l’ensemble des facteurs favorables nécessaires sont présents. Dans le cas contraire, les larves sont capables de retarder leur métamorphose, mais au risque de perdre définitivement cette compétence indispensable à leur survie. Les larves perdent alors le velum qui leur permettait de se nourrir de microalgues, de respirer et de se mouvoir. Leur coquille s’étant épaissie les jeunes individus tombent sur le fond (1 à 2 m), où ils s’enfouissent. Ils deviennent ainsi des juvéniles.
Pendant un an, ils seront enfouis dans le sédiment le jour et remonteront à sa surface pour se nourrir la nuit. À la taille de 50 à 100 mm, les juvéniles d’un an regagnent définitivement la surface et entament une migration ontogénique vers les herbiers de phanérogames marine (entre 1,5 et 5 m). Là ils se rassemblent en agrégats pouvant atteindre 100 m de long sur 2,5 m de large dans certaines régions. Une hypothèse est que ces rassemblements les rendraient moins vulnérables à la prédation.
Ils grandissent ainsi jusqu’à l’âge de 3-4 ans correspondant à la formation de la large lèvre, témoignage du passage à l’âge adulte, et migrent alors vers des zones plus profondes (10 à 18 m). Ils colonisent toute sorte de fonds avec toujours une préférence marquée pour les herbiers de phanérogames marines en zone pêchée. Les plus vieux individus observés en zone exploitée semblent par la suite rejoindre des zones encore plus profondes (où ils échappent plus facilement aux pêcheurs). Ils forment alors un stock de reproducteurs âgés et profonds (20 à 60 m), sur lequel repose à l’heure actuelle le repeuplement des zones d’exploitation intense. 
Ce comportement particulier disparait cependant en l’espace de quelques mois, dans les aires marines protégées quand elles sont non-pêchées, ce qui semble indiquer qu’il s’agit d’une conséquence de la pêche.
La croissance du lambi varie tout au long de ces différentes phases.
 

### Croissance
La croissance du lambi est discontinue et non homogène. Ce qui est à la source de nombreux problèmes concernant la gestion et le suivi des populations. Entre son éclosion et sa métamorphose, le lambi va épaissir et rendre opaque sa coquille. Puis, celle-ci va grandir de manière continue jusqu’à la formation de la lèvre caractéristique du passage à la phase adulte. Dès lors, la coquille ne grandira plus mais va s’épaissir tout comme la lèvre. Mais un processus inverse d’érosion va aussi débuter et prendre de l’ampleur avec l’âge de l’individu.
Tout cela, combiné à des variations de croissance dues à la localisation géographique du site de développement, contribue à l’impossibilité d’utiliser la taille ou l’épaisseur des coquilles, pour déterminer l’âge d’un individu. Ceci pose aussi le problème de la taille de première capture censée s’assurer qu’un individu puisse se reproduire avant d’entrer dans le stock exploitable d’une pêcherie. Certains individus présentant une lèvre et mesurant la taille règlementaire peuvent ne pas encore être matures et seront donc pêchés avant de s’être reproduits. De nombreux facteurs environnementaux et biologiques encore mal identifiés semblent donc influencer la croissance des lambis. Mais certains sont déjà bien connus : profondeur, type de substrat, nourriture, densité… Ce sont ces mêmes facteurs qui influencent l’espérance de vie d’un individu.

### Longévité, mortalité
La mortalité chez Lobatus gigas varie en fonction du stade de développement. S’il est la proie d’environ 130 espèces marines, toutes n’interviennent pas tout au long de sa vie. Ainsi, les organismes planctonophages menacent uniquement la phase planctonique de l’espèce. Les larves de crustacés consomment celles de lambi. C’est également le cas de nombreux organismes comme les méduses, le corail, les gorgones, certains poissons et invertébrés. La métamorphose est également une phase critique de leur développement entrainant de fortes mortalités.
Jusqu’à l’âge de deux ans, les juvéniles sont consommés par les langoustes, les poulpes, d’autres gastéropodes, les poissons, les crabes, ou les bernard-l’ermite. Ils se rassemblent alors en agrégats afin de diminuer la pression de prédation. Ensuite, les adultes ne sont plus menacés que par les tortues, les poulpes et les raies. Les plus âgés ont une coquille si épaisse que peu de prédateurs les inquiètent. L’homme est alors le plus grand et le plus efficace de leurs prédateurs. Il en résulte une espérance de vie variable suivant que la population soit exploitée ou non, pouvant osciller entre 6 et 7 ans, en zone peu profonde, contre 26 ans en zone profonde,  de 40 à 60 m.

## État des populations, menaces

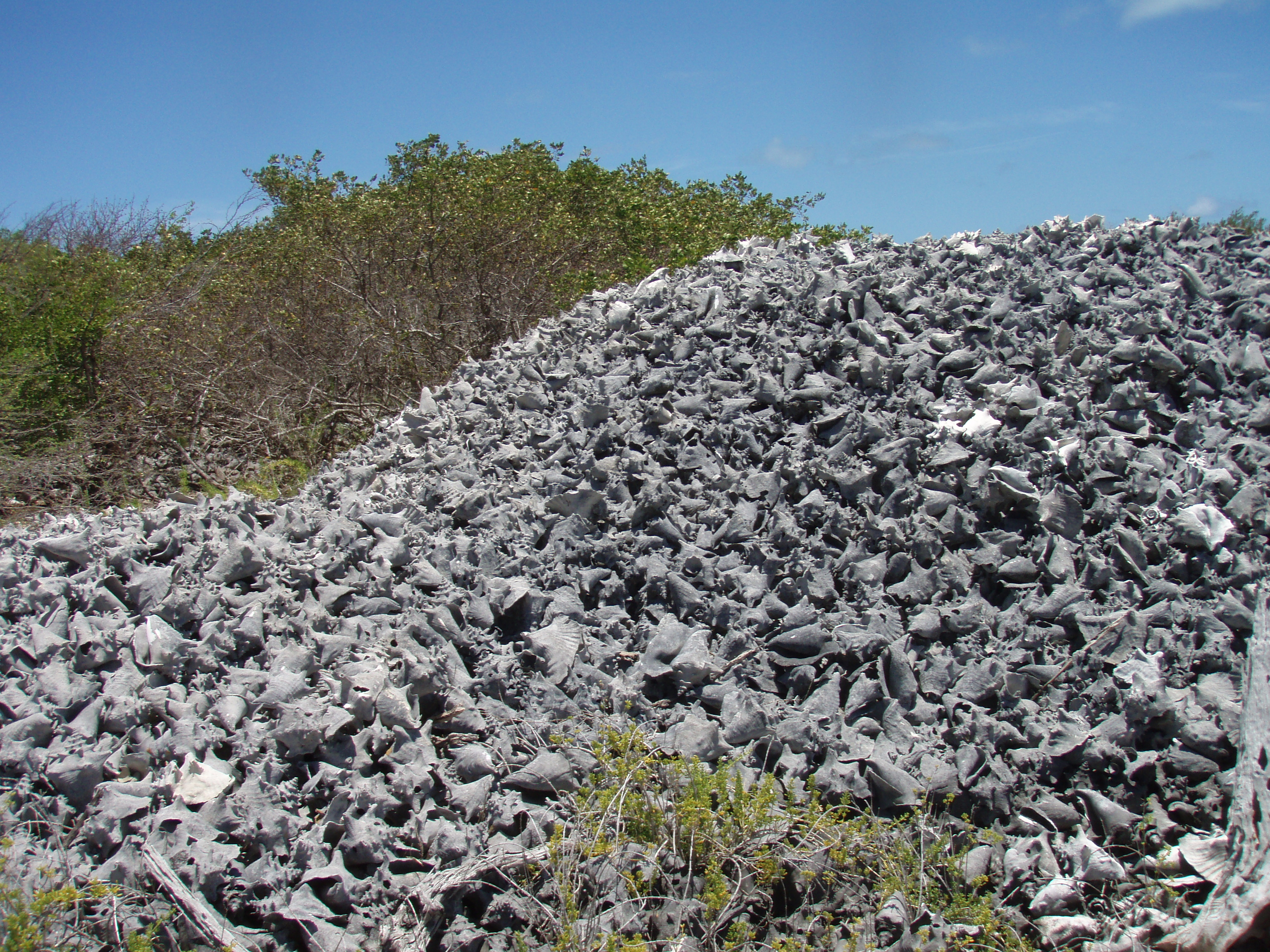
Amas de coquilles de lambis (l'un des prédateurs naturels des sargasses). La surpêche des lambis n'est pas la cause des pullulations d'algues brunes observées dans la Caraïbe (il s'agit d'abord de la déforestation amazonienne qui induit un lessivage de nutriments vers la mer), mais pourrait y contribuer.

En raison d'une pêche intensive et des mauvais résultats des tentatives d'élevage, l'espèce est désormais classé en annexe II de la convention de Washington et en annexe B du règlement européen 338/97, l'exportation de lambis, coquille de lambis ou objets comprenant des morceaux de nacre de lambis est formellement contrôlée et restreinte par les douanes.

## Utilisations par l'Homme

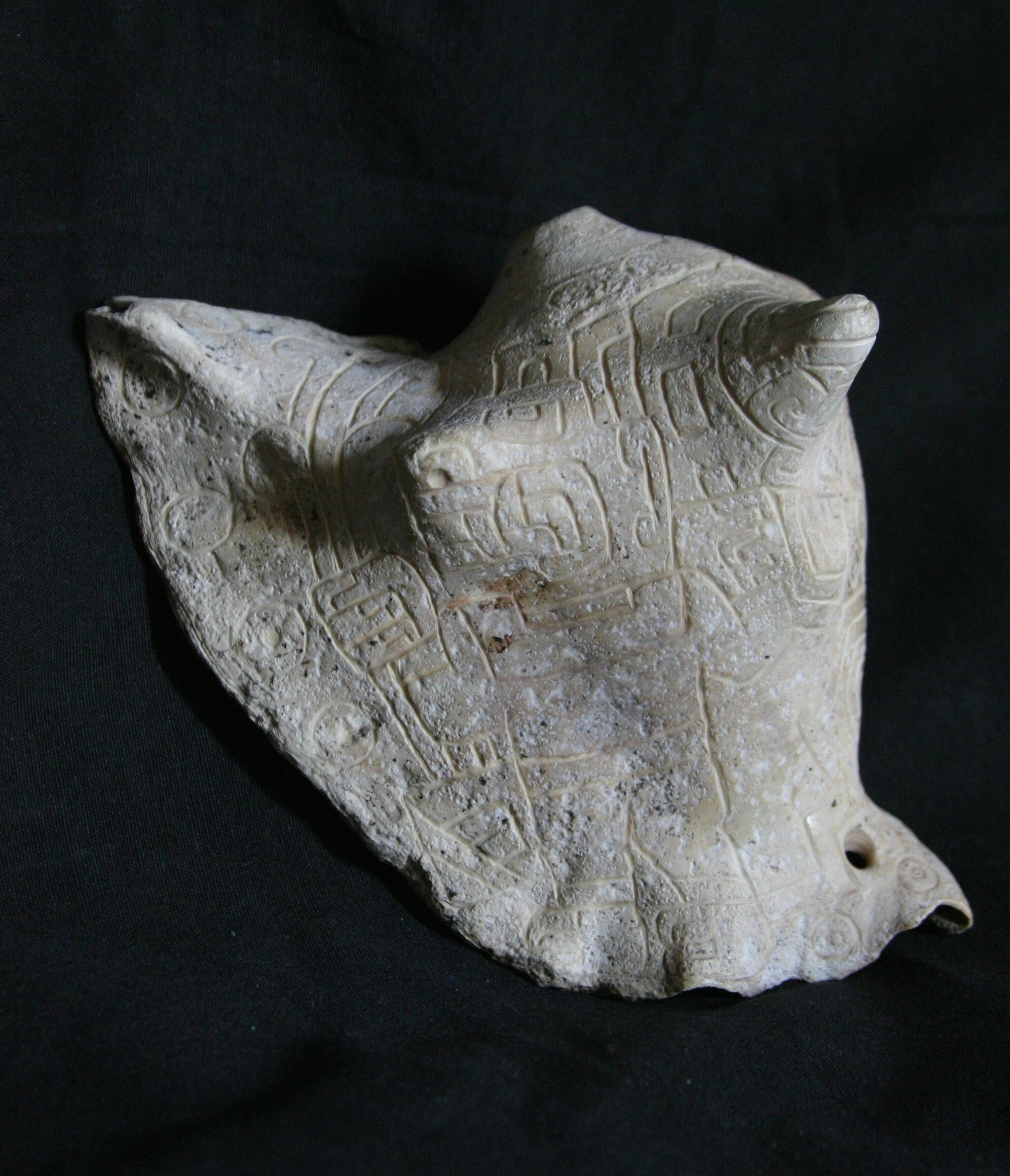
Pututo gravé (coquille utilisée comme instrument à vent pour communiquer à distance ou pour la musique ; culture Chavín 1000-500 av. J.-C., Lombards Museum).

Lobatus gigas est dans les Antilles un mets de choix, aussi prisé et luxueux que la langouste. Dans les Antilles Françaises, son appellation gastronomique est « lambi ».
Les populations précolombiennes andines le consommaient et l'utilisaient comme trompe d'appel (« pututo »). Des coquilles sont fréquemment trouvées à proximité de tessons de terre cuite par les archéologues, dont en Martinique.
Sa coquille et les perles qu'il peut produire sont utilisées pour la décoration et la confection d'objets comme des bijoux, en particulier la très rare perle rose (une perle rose pour mille lambis environ).
Le Lambi est l'un des symboles du drapeau martiniquais dévoilé le 10 mai 2019 jusqu'à l'annulation de la décision en 2021.